# COCEI
La Coalición Obrea, Campesina y Estudiantil del Istmo (COCEI) és una organització política mexicana sorgida a Juchitán a Oaxaca. Es va fundar el 1973 i donava suport a la reforma agrària i als drets dels treballadors. El 1981 va guanyar les eleccions municipals aliada al Partit Socialista Unificat de Mèxic (PSUM) i des de llavors ha guanyat totes les eleccions; el moment més delicat fou el 1983 quan el govern va declarar la deposició de les autoritats municipals, però aquestes foren restablertes en un referendum popular. La base social de la COCEI és la nació dels zacoteques.